# Puente Victoria (Worcestershire)
El puente Victoria cruza el río Severn entre Arley y Bewdley en Worcestershire, Inglaterra. En el momento de su construcción, su vano de 200 pies (61,0 m) de luz era el más largo de un puente ferroviario de fundición de hierro en toda Gran Bretaña.
El puente en arco está compuesto por cuatro nervaduras de fundición, cada una formada por nueve partes unidas entre sí con pernos. Los elementos de la estructura fueron fundidos por la Coalbrookdale Company, y el puente fue construido por Thomas Brassey, Samuel Morton Peto y Edward Betts. Su diseño es casi idéntico al del puente Albert Edward que cruza el Severn en Coalbrookdale (Shropshire), habiendo sido ambos diseñados por John Fowler.
Abierta al tráfico el 31 de enero de 1862, la línea ferroviaria que atraviesa el puente se clausuró en 1963. Afortunadamente, la estructura sobrevivió a la amenaza de demolición y pasó a ser utilizada por el Ferrocarril de Severn Valley. En mayo de 1974 se reintrodujeron los servicios turísticos de pasajeros entre Alveley Colliery y Bewdley sobre el puente Victoria, aunque su estado hizo que tuviera que ser restaurado en el año 2004. El puente ha aparecido en varias producciones cinematográficas, incluida la película de 1978 titulada The Thirty-Nine Steps.

## Construcción
El puente Victoria se construyó para permitir el cruce del Ferrocarril del Valle de Severn sobre el propio río Severn, justo al sur de Upper Arley. La línea original totalizaba 64 km de longitud entre Hartlebury (en Worcestershire) y Shrewsbury (en Shropshire), pasando por varias localidades, incluidas Stourport-on-Severn, Bridgnorth e Ironbridge. La línea se construyó entre 1858 y 1862 y se inauguró el 31 de enero de 1862 y los servicios regulares comenzaron al día siguiente.
El puente fue diseñado por John Fowler, el ingeniero jefe del Ferrocarril de Severn Valley. Es una estructura de un solo vano salvado mediante un arco constituido por segmentos de hierro fundido. Su luz entre apoyos de 61 m era una longitud considerable para la época en la que se construyó. El arco del puente consta de cuatro nervios formados cada uno por nueve perfiles en H unidos entre sí con pernos. Los nervios están arriostrados en cruz mediante pisacorbatas con tensores roscados, y las enjutas están perforadas con ranuras verticales. El peso de los herrajes se ha estimado en unas 500 toneladas (500 000 kg). El conjunto de piezas de hierro fue realizado por la Coalbrookdale Company.
Los pilares del puente están hechos de sillares rústicos de arenisca, rematados por pretiles lisos. Cada estribo tiene un solo arco de ladrillo azul de 12 anillos para brindar acceso a la orilla del río. En la orilla oeste, un camino de sirga rodea el estribo mediante un pedestal que se adentra en el río. En el lado este, el muro de contención cae directamente sobre el río. La vía sencilla estaba situada sobre un tablero de madera con balasto, aunque el puente es lo suficientemente ancho como para acomodar una vía doble.
El 24 de noviembre de 1859, Henry Orlando Bridgeman colocó la primera piedra del puente con una paleta de plata ceremonial que le entregaron los contratistas. Entre los contratistas involucrados en la construcción del puente estuvieron Thomas Brassey, Samuel Morton Peto y Edward Betts. Se colocó una cápsula del tiempo debajo de la primera piedra. El frasco de vidrio contenía monedas de plata y cobre y un papel firmado con detalles de la ocasión. A principios de febrero de 1861, se completaron los cimientos.
Una vez ejecutadas las cuatro nervaduras de hierro fundido, el 10 de mayo de 1861 se completó el puente. Se colocaron inscripciones conmemorativas en el tramo medio del anillo del arco en cada cara del puente. En estas placas se puede leer: "Puente Victoria, 1861. John Fowler, Ingeniero" (posición central) "Sres. Brassey & Co., Contratistas" (posición izquierda) y "Fundido y erigido por la Coalbrookdale Company" (posición derecha).
El Puente Victoria era el puente de un solo tramo más largo hecho de hierro fundido en Gran Bretaña cuando se construyó. Su diseño fue replicado por Fowler cuando construyó el puente Albert Edward, otra estructura similar sobre el río Severn en las afueras de Coalbrookdale.

## Uso operativo

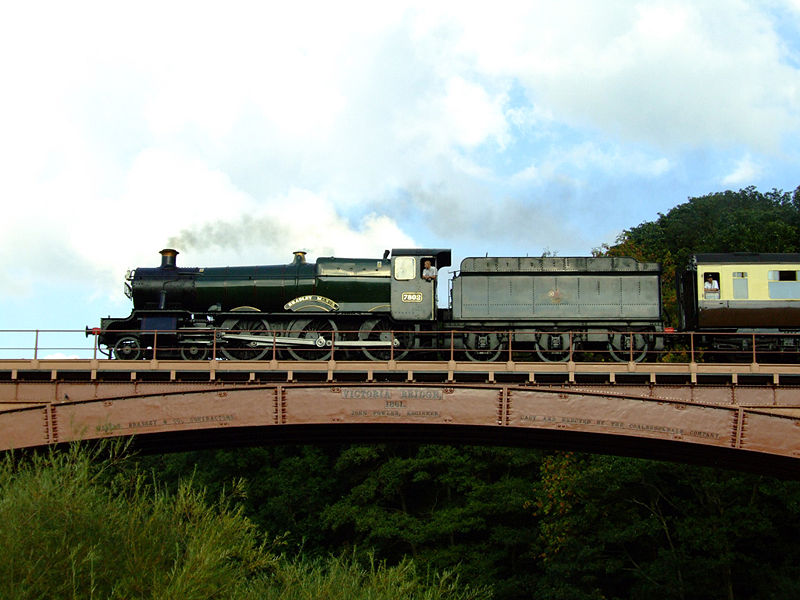
La locomotora 7802 Bradley Manor cruzando el puente

A principios de la década de 1950 fue necesario renovar el tablero del puente. El tráfico ferroviario en la línea disminuyó durante este período y el cierre planificado del extremo norte del Ramal  del Severn Valley, incluido el puente Victoria, se anunció en 1962, antes del Plan Beeching. El 9 de septiembre de 1963, la Línea de Severn Valley se cerró a los servicios regulares de pasajeros y a la mayor parte del tráfico de mercancías, pero la parte sur siguió siendo utilizada por trenes de carboneros hasta 1969 y también por algunos servicios de pasajeros esporádicos. Sin embargo,  en 1970 se produjo la cancelación de todos los servicios.
El 6 de julio de 1965, se formó la Sociedad del Ferrocarril de Severn Valley con el fin de preservar y restaurar tanto como fuera posible la línea férrea. Se fundó una nueva compañía en mayo de 1967, que se dedicó a adquirir la mayor parte de la línea en la medida que se lo permitían sus finanzas. En mayo de 1974, logró reintroducir los servicios de pasajeros entre Alveley Colliery y Bewdley, lo que implicó que se cruzara el Puente Victoria de nuevo.
Entre noviembre de 1979 y abril de 1980, se llevó a cabo un programa de remodelación para salvaguardar el puente y su capacidad para soportar una carga por eje de 21 toneladas para permitir el paso de los trenes. El coste de la renovación fue de 94.346 libras, incluida la sustitución de las vigas transversales de soporte de la cubierta de madera por 54 vigas de acero. Más de la mitad de las placas de hierro se reemplazaron por otras de acero, 3500 remaches se reemplazaron por pernos de fricción de alta resistencia y se pintó con 1200 litros de pintura.
En marzo de 1987 el puente fue catalogado como un monumento clasificado (Reino Unido)\monumento de Grado II*.
Debido a su antigüedad, la estructura ha requerido una inversión considerable para seguir permitiendo el paso de los trenes. A principios de 1994 debieron invertirse cerca de 200.000 libras en diversas reparaciones, encaminadas a tratar las grietas en los pilares del puente y la corrosión en las vigas de hierro fundido y los arriostramientos transversales. Para preservar el puente, se ha impuesto un límite de velocidad de 15 millas por hora (24 km/h) a todo el tráfico y ya no se permiten trenes con doble tracción en cabeza.
A principios de 2004, el puente se cerró durante seis semanas para instalar un entramado de acero para formar una nueva plataforma y volver a pintarlo. En abril de 2004, en la ceremonia de reapertura, una vecina de la zona llamada Victoria Bridge cortó la cinta. Antes de la restauración, el tablero del puente hecho con traviesas de madera de segundo uso se estaba pudriendo. La remodelación costó 320.000 libras esterlinas, una gran parte de las cuales se invirtió en la colocación de andamios. El proyecto fue elogiado en los Premios de Infraestructura y Puentes Históricos de 2005 por la Institución de Ingenieros Civiles.